# 프로스펙트 베르나츠코보역 (볼샤야 콜체바야선)
프로스펙트 베르나츠코보 역(러시아어: Проспект Вернадского)은 2021년 12월 7일에 개장한 모스크바 지하철 볼샤야 콜체바야 선의 역이다. 본 역에서는 소콜니체스카야 선으로 환승할 수 있다.

## 지리적 위치
본 역은 소콜니체스카야 선의 역사 근처에 위치한다. 

## 구조
역에는 승강장과 에스컬레이터로 연결된 우달초바 거리 양쪽에 출구 사이에 두 개의 지하 로비가 존재한다.